# Foetorepus kamoharai
Foetorepus kamoharai és una espècie de peix de la família dels cal·lionímids i de l'ordre dels perciformes.

## Morfologia
- Els mascles poden assolir 14 cm de longitud total.[3][4]

## Hàbitat
És un peix marí i d'aigües profundes.

## Distribució geogràfica
Es troba al Japó.

## Observacions
És inofensiu per als humans.